# Tatiana Mularek-Kubzdela
Tatiana Mularek-Kubzdela – polska kardiolog, profesor nauk medycznych; profesor nadzwyczajny w I Katedrze i Klinice Kardiologii Wydziału Lekarskiego II Uniwersytetu Medycznego w Poznaniu (Szpital Przemienienia Pańskiego). 

## Życiorys
Dyplom lekarski uzyskała na Akademii Medycznej w Poznaniu (obecnie Uniwersytet Medyczny) i na tej uczelni zdobywała kolejne stopnie naukowe i awanse akademickie. Doktoryzowała się w 1990 broniąc pracy pt. Zmiany strukturalne zastawki dwudzielnej u chorych z nabytymi wadami lewego ujścia żylnego. Studium morfologiczno-kliniczne, przygotowanej pod kierunkiem Kazimierza Jasińskiego. Posiada specjalizację z chorób wewnętrznych oraz z kardiologii.
Habilitowała się w 2007 na podstawie oceny dorobku naukowego i rozprawy pt. Przebudowa lewego przedsionka u chorych z wadą mitralną. Studium morfologiczno-kliniczne. Tytuł naukowy profesora nauk medycznych został jej nadany w 2014.
Na dorobek naukowy T. Mularek-Kubzdeli składa się szereg opracowań oryginalnych publikowanych m.in. w czasopismach takich jak: „International Journal of Cardiology", „Cardiology Journal”, „Postępy w Kardiologii Interwencyjnej” oraz „Kardiologia Polska”.
Należy do Polskiego Towarzystwa Kardiologicznego.